# Градоначальники Костромы
Кострома

## Российская империя

### Городской голова
1. 1785–1787 Солодовников Дмитрий Иванович
2. 1788–1790 Стригалёв Василий Иванович (+)[1]
3. 1791–1799 Дурыгин Дмитрий Петрович
4. 1800–1802 Колодкин Алексей Михайлович
5. 1803–1805 Стригалёв Василий Иванович (+)
6. 1806–1814 Стригалев Фёдор Борисович
7. 1815–1817 Углечанинов Пётр Григорьевич
8. 1818–1820 Солодовников Дмитрий Дмитриевич(+)
9. 1821–1823 Дурыгин Василий Алексеевич
10. 1824–1826 Дурыгин Пётр Иванович
11. 1827–1829 Углечанинов, Сергей Петрович
12. 1830–1830 Малышев Иван Васильевич(+)
13. 1831–1831 Солодовников Дмитрий Иванович(+)
14. 1831–1832 Колодезников Александр Петрович
15. 1833–1835 Малышев Иван Васильевич(+)
16. 1836–1838 Мыльников Иван Петрович
17. 1839–1841 Рыльцов Александр Николаевич(+)
18. 1842–1844 Малышев Николай Иванович
19. 1845–1845 Масляников Дмитрий Иванович
20. 1846–1847 Стоюнин Василий Иванович
21. 1848–1850 Рыльцов Александр Николаевич(+)
22. 1851–1853 Трубников Василий Петрович
23. 1854–1854 Малышев Александр Иванович
24. 1855–1856 Дурыгин Алексей Васильевич
25. 1857–1859 Колодезников Геннадий Павлович
26. 1860–1862 Набатов Григорий Галактионович (+)
27. 1863–1870 Акатов Андрей Андреевич
28. 1871–1882 Набатов Григорий Галактионович (+)
29. 1883–1892 Чернов Василий Иванович
30. 1893–1898 Аристов Иван Яковлевич
31. 1898–1912 Ботников, Геннадий Николаевич
32. 1913–1916 Шевалдышев Владимир Алексеевич
33. 1917 Воробьёв Николай Иванович

## Революционный период

### Председатель Совета рабочих и солдатских депутатов
1. 1917 Данилов Степан Степанович

### Городской голова; Председатель горисполкома Совета рабочих, крестьянских и красноармейских депутатов
1. 1917–1918 Языков Александр Александрович

## Советский период

### Председатель горисполкома Совета рабочих, крестьянских и красноармейских депутатов
1. 1918–1920 Бляхин, Павел Андреевич
2. 1920–1921 Березин Дмитрий Ефимович
3. 1921–1922 Соков Анатолий Андреевич
4. 1923 Усачев Иван Иванович
5. 1923–1924 Елисеев Павел Андреевич
6. 1926–1927 Ратьков Александр Константинович
7. 1927–1930 Голубев Иван Васильевич
8. 1930 Долганов Соломон Борисович
9. 1930–1931 Горшков Николай Иванович
10. 1931–1933 Якубчик Владимир Николаевич
11. 1933 Журкус Иван Юрьевич

### Председатель горисполкома Совета депутатов трудящихся
1. 1933–1937 Михалев, Павел Николаевич

### Председатель городского Совета депутатов трудящихся
1. 1937 Кудрявцева, Анастасия Петровна
2. 1937–1938 Блинова, Евдокия Павловна
3. 1938–1940 Павлов, Владимир Евграфович
4. 1940–1942 Виноградов, Александр Петрович

### Председатель горисполкома Совета депутатов трудящихся
1. 1942–1943 Поваров, Анатолий Сергеевич
2. 1943–1946 Аникин, Сергей Иванович
3. 1946–1948 Макаров, Евстафий Александрович
4. 1948–1950 Смирнов, Павел Михайлович
5. 1950–1953 Козырев, Иван Степанович
6. 1953–1958 Жуков, Юрий Алексеевич
7. 1958–1962 Полянский, Василий Дмитриевич
8. 1962–1964 Субботин, Владимир Никифорович
9. 1964–1969 Захаров, Игорь Николаевич
10. 1969–1974 Широков, Виталий Федотович
11. 1974–1977 Шумков, Иван Иосифович

### Председатель горисполкома Совета народных депутатов
1. 1977–1981 Шиховцев, Борис Александрович
2. 1981–1984 Герасимов, Николай Иванович
3. 1984–1989 Авхимков, Эдуард Васильевич

## Современный период

### Председатель горисполкома совета народных депутатов; Глава администрации города; Глава самоуправления города
1. 1989–2003 Коробов, Борис Константинович

### Глава самоуправления города; Глава города
1. 2003–2008 Переверзева, Ирина Владимировна

### Глава города
1. 2009–2010 Кудрявцев, Александр Андреевич
2. 2010-2011 Костелей, Станислав Павлович (ВРИО Главы города)
3. 2011– по наст. вр. Журин, Юрий Валерьевич

Всего, с 1785 года – 65 человек